# Pellaea connectens
Pellaea connectens là một loài thực vật có mạch trong họ Adiantaceae. Loài này được C. Chr. miêu tả khoa học đầu tiên năm 1924.